# Marco Lucchinelli

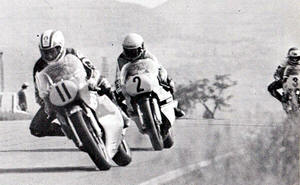
Lucchinelli en Kenny Roberts tijdens de Grand Prix der Naties in 1978

Marco Lucchinelli (Ceparana, 26 juni 1954) is een voormalig Italiaans motorcoureur. Hij streed tussen 1976 en 1986 in totaal 82 wedstrijden in het wereldkampioenschap wegrace en won in het seizoen 1981 de wereldtitel in de 500 cc-klasse.

## Carrière
Lucchinelli begon zijn carrière op een Laverda tijdens endurance-wedstrijden. Zijn resultaten daarin bezorgden hem een door de fabriek gesponsorde Yamaha voor het Italiaans kampioenschap. In het seizoen 1976 nam hij op Suzuki in het 500 cc-wereldkampioenschap deel en behaalde met drie podiumplaatsen de vierde plaats in het algemeen klassement. Zijn wilde rijstijl bezorgde hem de bijnaam „Crazy Horse” en leidde tot talrijke valpartijen, waardoor hij het seizoen 1977 met een Yamaha op de elfde plaats beëindigde.

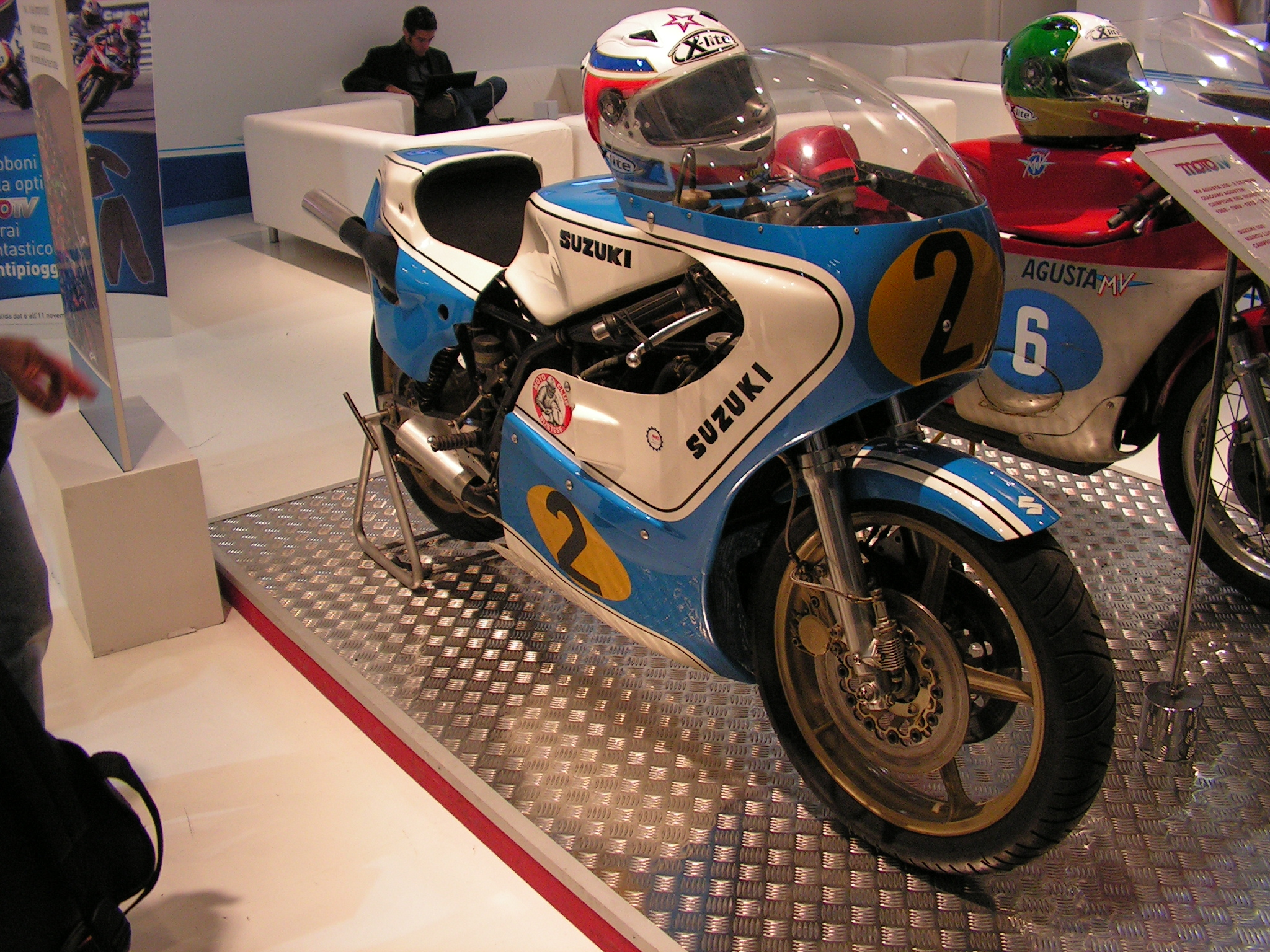
Lucchinelli's Suzuki 500 van 1981

In 1978 keerde Lucchinelli naar Suzuki terug. Hij won met dit merk in het seizoen 1980 bij de Grand Prix-wegrace van Duitsland op de Nürburgring zijn eerste wedstrijd en werd dat jaar na Kenny Roberts sr. en Randy Mamola derde in het kampioenschap. In 1981 won hij vijf wedstrijden en kon na een nek-aan-nek-race met Mamola uiteindelijk de wereldtitel.
Twee jaren bij Honda en vervolgens twee jaren op een Cagiva verliepen minder succesvol. Aan het einde van het 1985 beëindigde Lucchinelli voorlopig zijn actieve carrière.
In het seizoen 1988 keerde hij voor één seizoen terug en reed op Ducati in het nieuw opgerichte Wereldkampioenschap Superbike, waar hij twee wedstrijden kon winnen en de vijfde plek in het algemeen klassement behaalde. Aansluitend op dat seizoen nam hij de rol van Ducati-teammanager over.

## Statistiek
| Seizoen | Klasse    | Motor  | Races | Overw. | Podium | Poles | Ptn | Pos |
| ------- | --------- | ------ | ----- | ------ | ------ | ----- | --- | --- |
| 1975    | 350 cc    | Yamaha | 1     | 0      | 0      | 0     | 4   | 32e |
| 1976    | 500 cc    | Suzuki | 4     | 0      | 3      | 0     | 40  | 4e  |
| 1977    | 500 cc    | Suzuki | 4     | 0      | 1      | 0     | 25  | 11e |
| 1978    | 350 cc    | Yamaha | 1     | 0      | 0      | 0     | 5   | 18e |
| 1978    | 500 cc    | Suzuki | 5     | 0      | 1      | 0     | 30  | 9e  |
| 1979    | 500 cc    | Suzuki | 10    | 0      | 0      | 0     | 11  | 18e |
| 1980    | 500 cc    | Suzuki | 8     | 1      | 5      | 2     | 59  | 3e  |
| 1981    | 500 cc    | Suzuki | 11    | 5      | 7      | 7     | 105 | 1e  |
| 1982    | 500 cc    | Honda  | 9     | 0      | 0      | 0     | 43  | 8e  |
| 1983    | 500 cc    | Honda  | 12    | 0      | 2      | 0     | 48  | 7e  |
| 1984    | 500 cc    | Cagiva | 5     | 0      | 0      | 0     | 0   | –   |
| 1985    | 500 cc    | Cagiva | 4     | 0      | 0      | 0     | 0   | –   |
| 1986    | 500 cc    | Cagiva | 1     | 0      | 0      | 0     | 0   | –   |
| 1988    | Superbike | Ducati | 13    | 2      | 4      | 2     | 63  | 5e  |
| 1989    | Superbike | Ducati | 6     | 0      | 0      | 0     | 0   | –   |